# Xerohippus
Xerohippus is een geslacht van rechtvleugeligen uit de familie veldsprinkhanen (Acrididae). De wetenschappelijke naam van dit geslacht is voor het eerst geldig gepubliceerd in 1942 door Uvarov.

## Soorten
Het geslacht Xerohippus omvat de volgende soorten:
- Xerohippus alkani Karabag, 1953
- Xerohippus anatolicus Ramme, 1951
- Xerohippus azami Bolívar, 1901
- Xerohippus cyprius Uvarov, 1942
- Xerohippus occidentalis Pascual & Aguirre, 1996
- Xerohippus palaestinus Uvarov, 1942
- Xerohippus savignyi Krauss, 1890
- Xerohippus sinuosus Uvarov, 1942
- Xerohippus solerii Jannone, 1936
- Xerohippus syriacus Bolívar, 1911